# Volta à Catalunha de 2008
A 88ª edição da Volta à Catalunha, disputada em 2008 entre o 19 ao 25 de maio, esteve dividida em seis etapas e um prólogo, por um total de 1.024 km.
Esta edição caracteriza-se por não ter nenhuma etapa com final em alto, a diferença da edição de 2007 que foi muito montanhosa.
Isto fez que até à última etapa a luta pela vitória final estivesse muito aberta, com uma grande quantidade de ciclistas separados por escassas diferenças.
Finalmente o vencedor foi o ciclista espanhol Gustavo César Veloso da equipa Karpin Galiza, que superou em 16" ao colombiano Rigoberto Urán..

## Etapas
| Etapa     | Data       | Percurso                          | Km           | Vencedor de etapa  | Líder da classificação geral |
| Pròleg    | 19 de maio | Lloret de Mar - Lloret de Mar     | 3,7 km (CRI) | Thor Hushovd       | Thor Hushovd                 |
| 1.ª etapa | 20 de maio | Riudellots de la Selva - Banyoles | 167,8 km     | Thor Hushovd       | Thor Hushovd                 |
| 2.ª etapa | 21 de maio | Banyoles - La Seu d'Urgell        | 191,9 km     | Cyril Dessel       | Cyril Dessel                 |
| 3.ª etapa | 22 de maio | La Seu d'Urgell - Ascó            | 217,2 km     | Pierrick Fédrigo   | Rémi Pauriol                 |
| 4.ª etapa | 23 de maio | Ascó - El Vendrell                | 163,5 km     | Sylvain Chavanel   | Rémi Pauriol                 |
| 5.ª etapa | 24 de maio | El Vendrell - Pallejà             | 163,9 km     | Francesco Chicchi  | Rémi Pauriol                 |
| 6.ª etapa | 25 de maio | Pallejà - Barcelona               | 124 km       | José Luis Carrasco | Gustavo César Veloso         |

### Prólogo
19 de maio de 2008. Lloret de Mar - Lloret de Mar, 3,7 km (CRI)
|   | Ciclista             | Equipa           | Tempos |
| - | -------------------- | ---------------- | ------ |
| 1 | Thor Hushovd         | Crédit Agricole  | 4' 37" |
| 2 | George Hincapie      | Team High Road   | + 6"   |
| 3 | Iván Gutiérrez       | Caisse d'Epargne | + 7"   |
| 4 | Thomas Lövkvist      | Team High Road   | m. t.  |
| 5 | Gustavo César Veloso | Karpin Galiza    | m. t.  |

|   | Ciclista             | Equipa           | Tempo  |
| - | -------------------- | ---------------- | ------ |
| 1 | Thor Hushovd         | Crédit Agricole  | 4' 37" |
| 2 | George Hincapie      | Team High Road   | + 6"   |
| 3 | Iván Gutiérrez       | Caisse d'Epargne | + 7"   |
| 4 | Thomas Lövkvist      | Team High Road   | m. t.  |
| 5 | Gustavo César Veloso | Karpin Galiza    | m. t.  |

### Etapa 1
20 de maio de 2008. Riudellots de la Selva - Banyoles, 167,8 km
|   | Ciclista       | Equipa            | Tempo     |
| - | -------------- | ----------------- | --------- |
| 1 | Thor Hushovd   | Crédit Agricole   | 4h 7' 35" |
| 2 | Bernhard Eisel | Team High Road    | m. t.     |
| 3 | Leonardo Duque | Cofidis           | m. t.     |
| 4 | Markus Zberg   | Team Gerolsteiner | m. t.     |
| 5 | Mark Renshaw   | Crédit Agricole   | m. t.     |

|   | Ciclista        | Equipa           | Tempo      |
| - | --------------- | ---------------- | ---------- |
| 1 | Thor Hushovd    | Crédit Agricole  | 4h 12' 02" |
| 2 | Leonardo Duque  | Cofidis          | +14"       |
| 3 | George Hincapie | Team High Road   | + 16"      |
| 4 | Iván Gutiérrez  | Caisse d'Epargne | + 17"      |
| 5 | Thomas Lövkvist | Team High Road   | + 17"      |

### Etapa 2
21 de maio de 2008. Banyoles - La Seu d'Urgell, 191,9 km
|   | Ciclista        | Equipa              | Tempo      |
| - | --------------- | ------------------- | ---------- |
| 1 | Cyril Dessel    | Ag2r-La Mondiale    | 5h 10' 30" |
| 2 | Janez Brajkovič | Astana              | + 34"      |
| 3 | Rémi Pauriol    | Crédit Agricole     | + 34"      |
| 4 | Josep Jufré     | Saunier Duval-Scott | + 34"      |
| 5 | Rigoberto Urán  | Caisse d'Epargne    | + 34"      |

|   | Ciclista        | Equipa            | Tempo      |
| - | --------------- | ----------------- | ---------- |
| 1 | Cyril Dessel    | Ag2r-La Mondiale  | 9h 23' 03" |
| 2 | Rémi Pauriol    | Crédit Agricole   | + 18"      |
| 3 | Haimar Zubeldia | Euskaltel-Euskadi | + 25"      |
| 4 | Janez Brajkovič | Astana            | + 26"      |
| 5 | Rigoberto Urán  | Caisse d'Epargne  | + 29"      |

### Etapa 3
22 de maio de 2008. La Seu d'Urgell - Ascó "La Vostra Energia", 217,2 km
|   | Ciclista             | Equipa             | Tempo      |
| - | -------------------- | ------------------ | ---------- |
| 1 | Pierrick Fédrigo     | Bouygues Télécom   | 5h 06' 01" |
| 2 | Aleksandr Bocharov   | Crédit Agricole    | m. t.      |
| 3 | Gustavo César Veloso | Karpin Galiza      | m. t.      |
| 4 | Jelle Vanendert      | Française des Jeux | m. t.      |
| 5 | Daniel Navarro       | Astana             | m. t.      |

|   | Ciclista         | Equipa            | Tempo       |
| - | ---------------- | ----------------- | ----------- |
| 1 | Rémi Pauriol     | Crédit Agricole   | 14h 29' 33" |
| 2 | Haimar Zubeldia  | Euskaltel-Euskadi | + 7"        |
| 3 | Janez Brajkovič  | Astana            | + 8"        |
| 4 | Pierrick Fédrigo | Bouygues Télécom  | + 10"       |
| 5 | Rigoberto Urán   | Caisse d'Epargne  | + 11"       |

### Etapa 4
23 de maio de 2008. Ascó "La Vostra Energia" - La Vendrell, 163,5 km
|   | Ciclista         | Equipa           | Tempo      |
| - | ---------------- | ---------------- | ---------- |
| 1 | Sylvain Chavanel | Cofidis          | 3h 52' 15" |
| 2 | Thor Hushovd     | Crédit Agricole  | + 2' 32"   |
| 3 | Bernhard Eisel   | Team High Road   | m. t.      |
| 4 | Markus Zberg     | Gerolsteiner     | m. t.      |
| 5 | Anthony Geslin   | Bouygues Télécom | m. t.      |

|   | Ciclista             | Equipa              | Tempo       |
| - | -------------------- | ------------------- | ----------- |
| 1 | Rémi Pauriol         | Crédit Agricole     | 18h 24' 25" |
| 2 | Josep Jufré          | Saunier Duval-Scott | + 2"        |
| 3 | Haimar Zubeldia      | Euskaltel-Euskadi   | + 7"        |
| 4 | Janez Brajkovič      | Astana              | + 8"        |
| 5 | Gustavo César Veloso | Karpin Galiza       | m. t.       |

### Etapa 5
24 de maio de 2008. El Vendrell - Pallejà, 163,9 km
|   | Ciclista          | Equipa          | Tempo      |
| - | ----------------- | --------------- | ---------- |
| 1 | Francesco Chicchi | Liquigas        | 3h 44' 17" |
| 2 | Leonardo Duque    | Cofidis         | m. t.      |
| 3 | Markus Zberg      | Gerolsteiner    | m. t.      |
| 4 | Mark Renshaw      | Crédit Agricole | m. t.      |
| 5 | Mikel Gaztañaga   | Agritubel       | m. t.      |

|   | Ciclista             | Equipa              | Tempo       |
| - | -------------------- | ------------------- | ----------- |
| 1 | Rémi Pauriol         | Crédit Agricole     | 22h 08' 42" |
| 2 | Josep Jufré          | Saunier Duval-Scott | + 2"        |
| 3 | Haimar Zubeldia      | Euskaltel-Euskadi   | + 7"        |
| 4 | Janez Brajkovič      | Astana              | + 8"        |
| 5 | Gustavo César Veloso | Karpin Galiza       | m. t.       |

### Etapa 6
25 de maio de 2008. Pallejà - Barcelona, 106,2 km
|   | Ciclista | Equipa              | Tempo       |
| - | --- | ------------------- | ----------- |
| 1 | José Luis Carrasco | Andaluzia-Cajasur   | 2h 20' 38"  |
| 2 | Gustavo César Veloso | Karpin Galiza       | m. t.       |
| 3 | Francisco Ventoso | Andaluzia-Cajasur   | + 7"        |
| 4 | Aleksandr Kuschynski | Liquigas            | m. t.       |
| 5 | Eduardo Gonzalo | Agritubel           | m. t.       |
|   | \| \| Ciclista \| Equipa \| Tempo \| \| - \| -------------------- \| ------------------- \| ----------- \| \| 1 \| Gustavo César Veloso \| Karpin Galiza \| 24h 29' 22" \| \| 2 \| Rigoberto Urán \| Caisse d'Epargne \| + 16" \| \| 3 \| Rémi Pauriol \| Crédit Agricole \| + 21" \| \| 4 \| Josep Jufré \| Saunier Duval-Scott \| + 21" \| \| 5 \| Daniel Navarro \| Astana \| + 23" \| |                     |             |
|   | Ciclista | Equipa              | Tempo       |
| 1 | Gustavo César Veloso | Karpin Galiza       | 24h 29' 22" |
| 2 | Rigoberto Urán | Caisse d'Epargne    | + 16"       |
| 3 | Rémi Pauriol | Crédit Agricole     | + 21"       |
| 4 | Josep Jufré | Saunier Duval-Scott | + 21"       |
| 5 | Daniel Navarro | Astana              | + 23"       |

## Classificações finais

### Classificação geral
| Posição | Ciclista             | Equipa              | Tempo       |
| ------- | -------------------- | ------------------- | ----------- |
|         | Gustavo César Veloso | Karpin Galiza       | 24h 29' 22" |
| 2       | Rigoberto Urán       | Caisse d'Epargne    | + 16"       |
| 3       | Rémi Pauriol         | Crédit Agricole     | + 21"       |
| 4       | Josep Jufré          | Saunier Duval-Scott | + 21"       |
| 5       | Daniel Navarro       | Astana              | + 23"       |
| 6       | Haimar Zubeldia      | Euskaltel-Euskadi   | + 28"       |
| 7       | Janez Brajkovič      | Astana              | + 29"       |
| 8       | Pierrick Fédrigo     | Bouygues Telecom    | + 31"       |
| 9       | Thomas Lövkvist      | High Road           | + 34"       |
| 10      | Gorka Verdugo        | Euskaltel-Euskadi   | + 34"       |

|   | Ciclista                | Equipa              | Pontos |
| - | ----------------------- | ------------------- | ------ |
| 1 | Christophe Moreau       | Agritubel           | 68     |
| 2 | Christophe Riblon       | AG2R La Mondiale    | 46     |
| 3 | Francisco José Martínez | Andaluzia - Cajasur | 42     |

|   | Ciclista             | Equipa          | Pontos |
| - | -------------------- | --------------- | ------ |
| 1 | Thor Hushovd         | Crédit Agricole | 79     |
| 2 | Gustavo César Veloso | Karpin Galiza   | 48     |
| 3 | Leonardo Duque       | Cofidis         | 46     |

|   | Ciclista         | Equipa              | Pontos |
| - | ---------------- | ------------------- | ------ |
| 1 | Manuel Quinziato | Liquigas            | 12     |
| 2 | Josep Jufré      | Saunier Duval-Scott | 7      |
| 3 | Jerome Coppel    | Française des Jeux  | 5      |

|   | Equipa              | Tempos      |
| - | ------------------- | ----------- |
| 1 | Team Astana         | 73h 29' 57" |
| 2 | Saunier Duval-Scott | + 21"       |
| 3 | Française des Jeux  | + 1' 43"    |

## Progresso das classificações
| Etapa (Vencedor)             | Classificação geral  | Classificação da montanha | Classificação por pontos | Classificação dos sprints | Classificação por equipas |
| ---------------------------- | -------------------- | ------------------------- | ------------------------ | ------------------------- | ------------------------- |
| Pròleg (CRI) (Thor Hushovd)  | Thor Hushovd         | não houve                 | Thor Hushovd             | não houve                 | Crédit Agricole           |
| Etapa 1 (Thor Hushovd)       | Thor Hushovd         | Dario Cioni               | Thor Hushovd             | Freddy Bichot             | Crédit Agricole           |
| Etapa 2 (Cyril Dessel)       | Cyril Dessel         | Christophe Moreau         | Thor Hushovd             | Freddy Bichot             | Ag2r-La Mondiale          |
| Etapa 3 (Pierrick Fédrigo)   | Rémi Pauriol         | Christophe Moreau         | Thor Hushovd             | Freddy Bichot             | Astana                    |
| Etapa 4 (Sylvain Chavanel)   | Rémi Pauriol         | Christophe Moreau         | Thor Hushovd             | Sylvain Chavanel          | Astana                    |
| Etapa 5 (Francesco Chicchi)  | Rémi Pauriol         | Christophe Moreau         | Thor Hushovd             | Manuel Quinziato          | Astana                    |
| Etapa 6 (José Luis Carrasco) | Gustavo César Veloso | Christophe Moreau         | Thor Hushovd             | Manuel Quinziato          | Astana                    |
| Final                        | Gustavo César Veloso | Christophe Moreau         | Thor Hushovd             | Manuel Quinziato          | Astana                    |

## Classificação individual da UCI ProTour de 2008 após esta carreira
| Posição | Ciclista           | Equipa            | Puntos |
| ------- | ------------------ | ----------------- | ------ |
| 1       | Damiano Cunego     | Lampre            | 73     |
| 2       | André Greipel      | High Road         | 62     |
| 3       | Alberto Contador   | Astana            | 58     |
| 4       | Thomas Dekker      | Rabobank          | 54     |
| 5       | Andreas Klöden     | Astana            | 53     |
| 6       | Stijn Devolder     | Quick Step        | 50     |
| 7       | José Joaquín Rojas | Caisse d'Epargne  | 45     |
| 8       | Mikel Astarloza    | Euskaltel-Euskadi | 45     |
| 9       | Cadel Evans        | Silence-Lotto     | 42     |
| 10      | Óscar Freire       | Rabobank          | 40     |
| 11      | Rigoberto Urán     | Caisse d'Epargne  | 40     |
| 12      | Roman Kreuziger    | Liquigas          | 40     |
| 13      | Nick Nuyens        | Cofidis           | 40     |